# Museum of Fine Arts, Boston

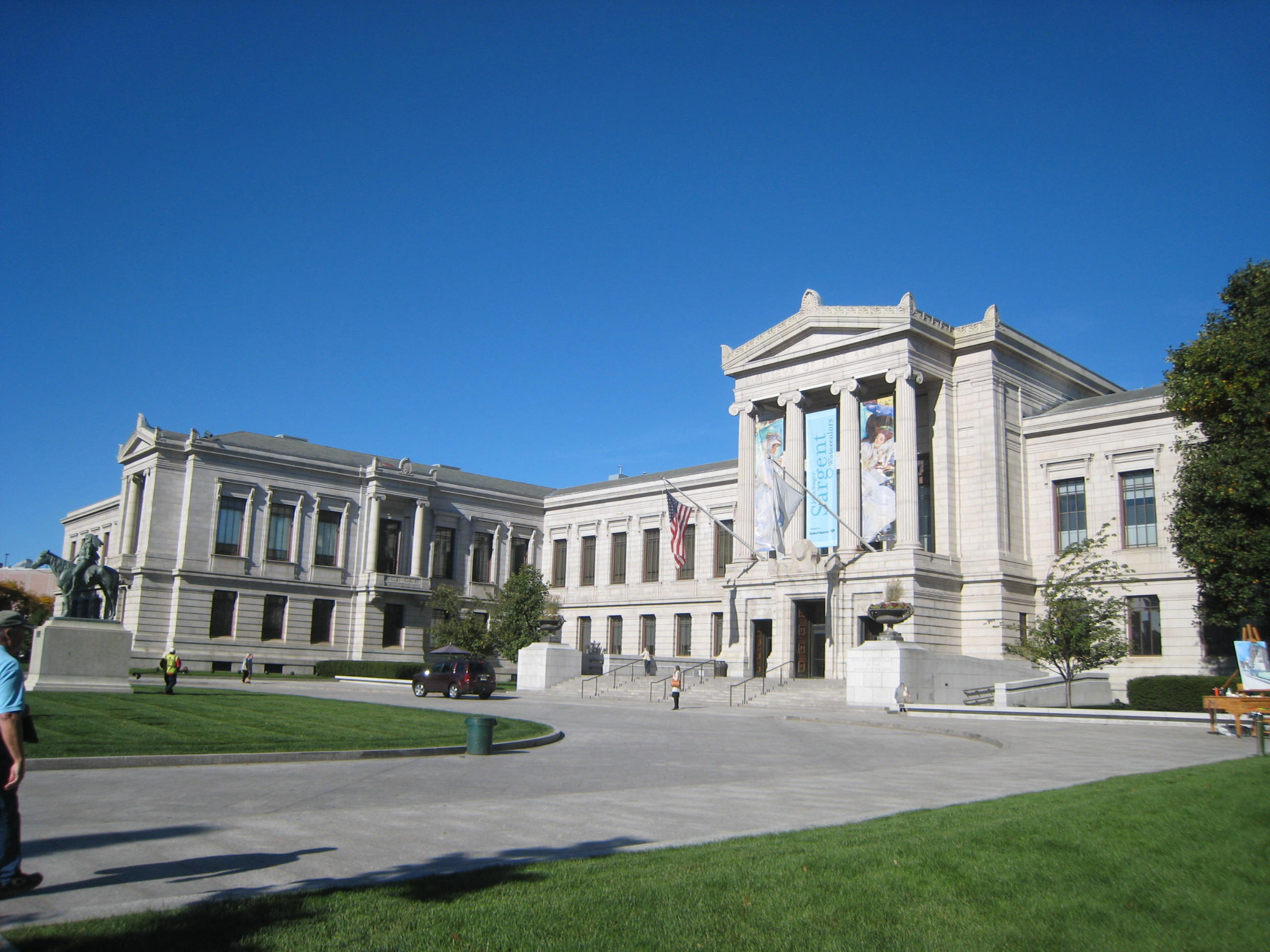
Das Museum im Jahre 2013.

Das Museum of Fine Arts, Boston (deutsch: Museum der Schönen Künste) ist ein Kunstmuseum in Boston, Massachusetts, Vereinigte Staaten, und ist eines der größten Museen des Landes.

## Geschichte
Bereits 1807 entstand mit dem Boston Athenæum eine erste Einrichtung mit musealer Nutzung in Boston. Diese von Kaufleuten, Literaten und Politikern gegründete Institution beherbergte neben einer Bibliothek auch Galerieräume für eine schnell wachsende Kunstsammlung. 1870 kam es dann zur Gründung des Museum of Fine Arts, welches zur Hundertjahrfeier der USA am 4. Juli 1876 sein erstes eigenes Museumsgebäude eröffnen konnte. Der Grundstock der Sammlung wurde aus Sammlungsbeständen des Athenæum übernommen.
1949 beauftragte der Direktor des Museum of Fine Arts George H. Edgell den 1938 emigrierten Frankfurter Kunsthistoriker Georg Swarzenski als Kurator die Mittelalter-Abteilung des Museums aufzubauen. Swarzenski, ein Freund von Max Beckmann, war bis 1938 Direktor des Städelschen Kunstinstituts in Frankfurt am Main. Seine Ausstellung „Arts of the Middle Ages 1000-1400“ erregte 1940 großes Aufsehen und rückte das Mittelalter in den Blickpunkt einer großen Öffentlichkeit in den USA. Die Mittelalter-Sammlung in Boston ist heute die drittgrößte ihrer Art in den USA. 1956 wurde Georg Swarzenski pensioniert, sein Nachfolger im Museum wurde sein Sohn Hanns Swarzenski, ebenfalls ein angesehener Kunsthistoriker. Durch seine enge Bekanntschaft mit Max Beckmann, Alexander Calder und Henry Moore konnte er der Abteilung für zeitgenössische Skulptur einige wichtige Werke vermitteln.
Direktoren
- Arthur Fairbanks (1908–1925)
- George H. Edgell (1935–1954)
- Malcolm Rogers (1994–2015)
- Matthew Teitelbaum (seit August 2015)

## Gebäude

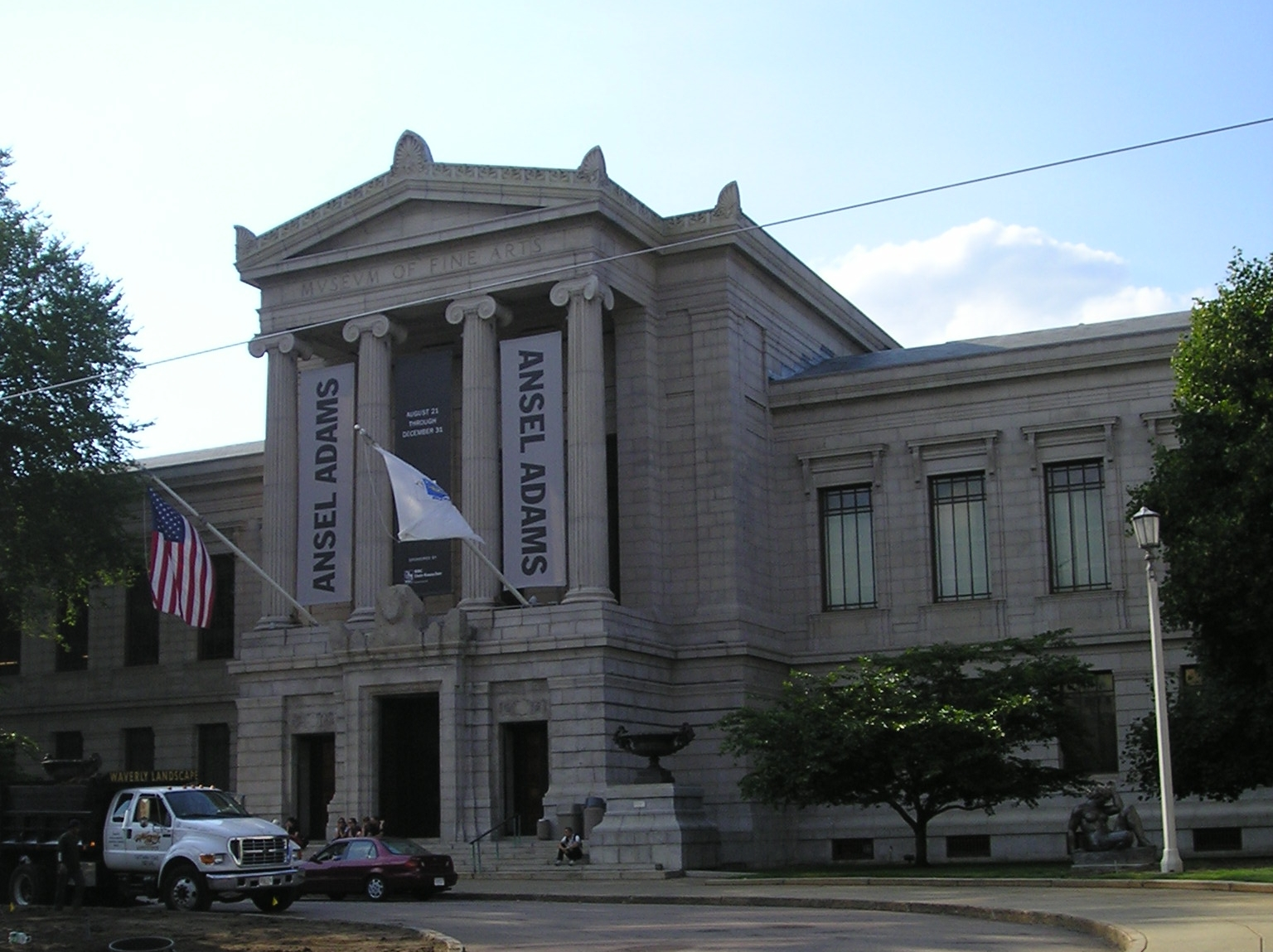
Gebäude des Museums

Das erste Museumsgebäude entstand nach Plänen der Architekten John Sturgis und Charles Brigham im Stil der Neugotik am Bostoner Copley Square. Das 1876 eingeweihte Gebäude musste bereits 1879 und 1890 für die schnell anwachsenden Sammlungen des Museums erweitert werden. Im Jahr 1899 entschied die Museumsleitung, einen neuen Museumsbau an der Huntington Avenue zu errichten, da am bisherigen Standort keine weiteren Ausbaumöglichkeiten vorhanden waren. An der Stelle des alten Museumsgebäudes befindet sich heute das Fairmont Copley Plaza Hotel.
1907 erhielt der Architekt Guy Lowell den Auftrag zum Bau des neuen Museumsgebäudes, welches den Kern des heutigen Museumskomplexes darstellt. Das im Stil des Klassizismus gestaltete Gebäude konnte 1909 mit einem ersten Bauabschnitt eingeweiht werden. Die Finanzierung erfolgte durch Spenden der Bostoner Bevölkerung. Bereits zwei Jahre später stiftete Maria Antoinette Hunt (Mrs. Robert Dawson Evans) über eine Million Dollar für die Errichtung eines weiteren Museumsflügels. Dieser ebenfalls von Lowell gestaltete Bau konnte 1915 eingeweiht werden und enthält neben weiteren Ausstellungsräumen auch ein Auditorium. Zwischen 1982 und 1986 wurde dieser Bereich des Museums von Ieoh Ming Pei umgestaltet.
Der Maler John Singer Sargent erhielt 1916 den Auftrag für die Ausgestaltung der Rotunde des Museumsgebäudes. Zwischen 1921 und 1925 entstand hier ein Gesamtkunstwerk aus Malerei, Skulptur und Architekturornamenten. Die zum Museum gehörende Kunsthochschule (School of the Museum of Fine Arts) konnte 1927 in ein ebenfalls von Lowell entworfenen Anbau einziehen. Neben einem großen Hörsaal, einer Bibliothek, Unterrichtsräumen, Ateliers und Ausstellungsräumen ist hier auch ein Café untergebracht.
Im Folgejahr fand die Eröffnung des Flügels für dekorative Kunst statt. Neben über 50 Ausstellungsräumen auf drei Etagen entstand hier auch ein großer Innenhof und Skulpturengarten.
Mit dem Forsyth Wickes Anbau (1968) und dem George Robert White Flügel (1970) fügte der Architekt Hugh Stubbins dem Museum weitere Gebäude hinzu. 1981 konnte der Westflügel des Architekten Ieoh Ming Pei eröffnet werden, welcher vor allem für Wechselausstellungen genutzt wird. 1999 erhielt das Architekturbüro Norman Foster den Auftrag zur Erstellung eines Masterplans für die zukünftige Museumsgestaltung. Das ehrgeizige Projekt zum Um- und Ausbau des Museums hat ein Volumen von 500 Millionen $ und wird allein aus Spenden finanziert.
Der neue Westflügel (Art of the Americas Wing) wurde am 20. November 2010 der Öffentlichkeit übergeben und verzeichnete mehr als 13.500 Besucher an diesem Festtag, den Bürgermeister Thomas Menino zum „Tag des Museum of Fine Arts“ erklärte.
Vor dem Gebäude steht die 1908 von Cyrus Dallin gestaltete Reiterstatue „Appeal to the Great Spirit“.

## Sammlungen

### Kunst aus Afrika, Asien und Ozeanien

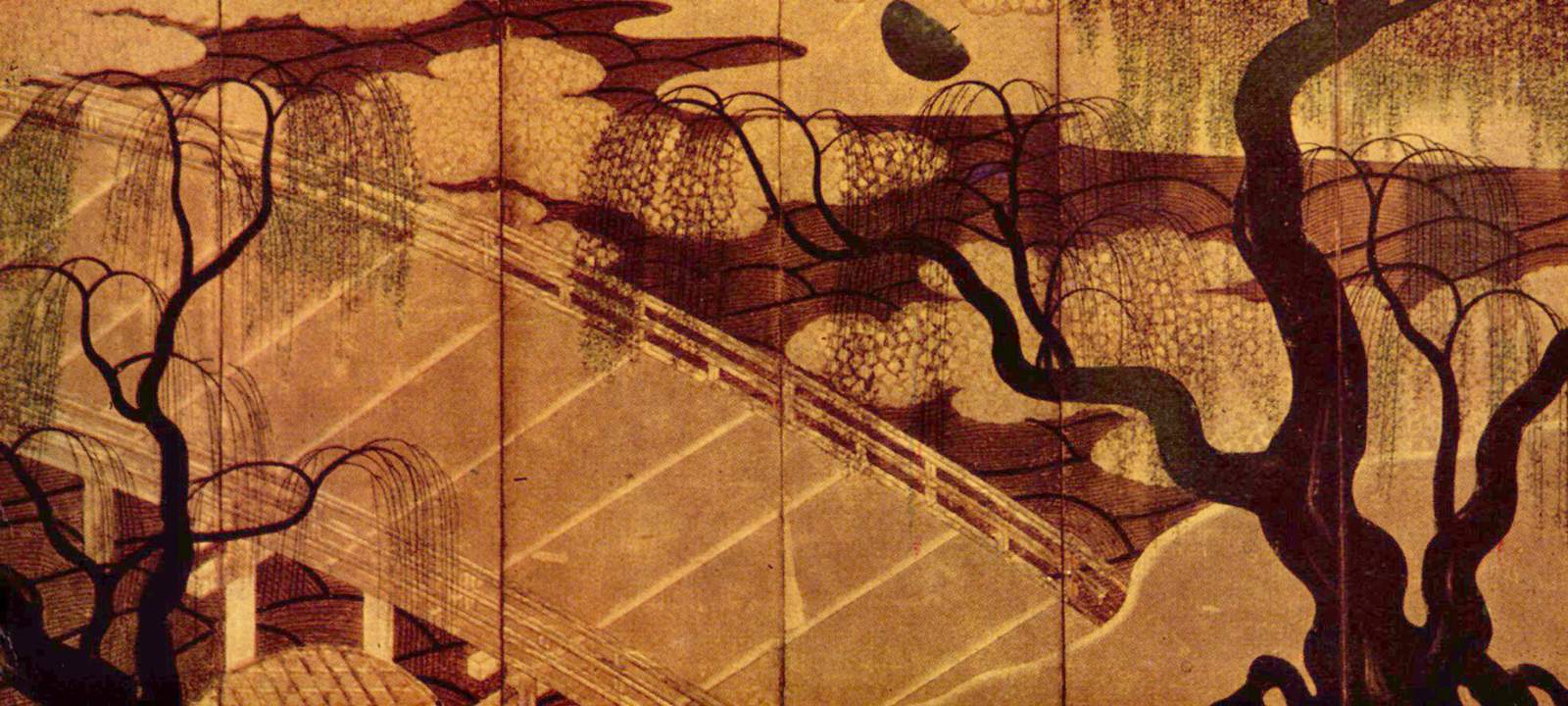
Japanischer Maler: Die Brücke von Uji

Die Afrikasammlung zeigt Masken, Skulpturen, Gebrauchsgegenstände und Schmuck vorwiegend aus West- und Zentralafrika. Zu den herausragenden Beispielen zählen Holzschnitzarbeiten aus dem Kongo und Nigeria.
Die Sammlung mit Kunst Ozeaniens umfasst Kunstwerke vom Ende des 19. bis zur Mitte des zwanzigsten Jahrhunderts. Der Schwerpunkt liegt hier auf den Inseln Melanesiens einschließlich Papua-Neuguineas. Darüber hinaus werden auch Arbeiten aus Polynesien, der Marquesas und der Māori aus Neuseeland gezeigt.

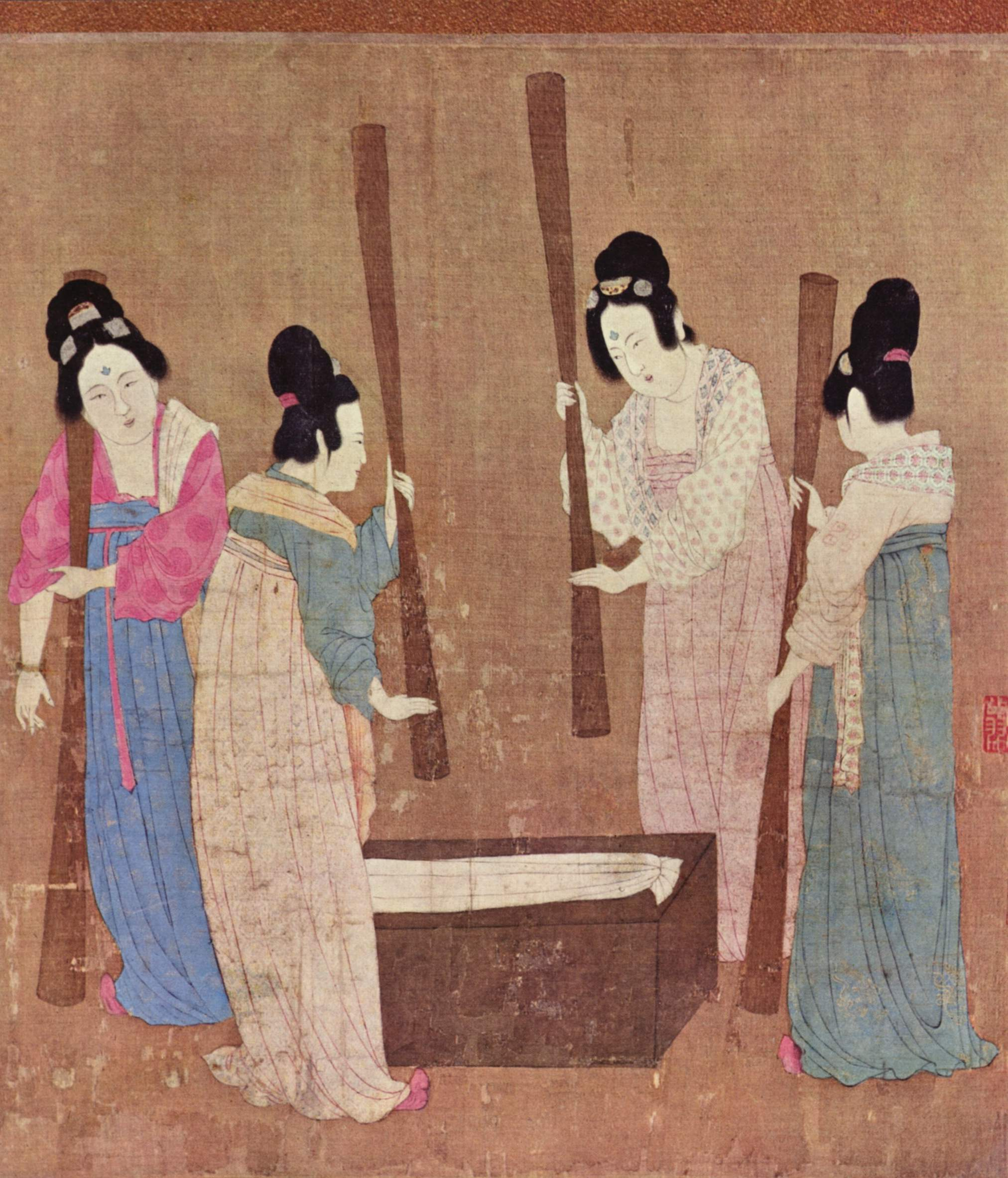
Hui Tsung: Frauen schlagen Seide

Der Bereich Kunst aus Südostasien zeigt Kunstobjekte vom ersten vorchristlichen Jahrtausend bis zum 19. Jahrhundert. Hervorzuheben sind beeindruckende Skulpturen aus Java und vietnamesische Keramiken.
Die Kunst Koreas wird im Museum repräsentiert durch Schmuck und Keramiken aus der Periode der drei Königreiche (ca. Christi Geburt - 668), grün glasierte Keramiken, vergoldete Silbergefäße und andere buddhistische Objekte, welche für den Hof und den Adel während der Goryeo-Epoche (918–1392) entstanden sind sowie weiteren Arbeiten aus der Joseon-Dynastie (1392–1910).
Besonders umfangreich sind die Sammlungen mit chinesischer Kunst. Von der Jungsteinzeit bis zur Gegenwart reicht die Zeitspanne der ausgestellten Objekte. Zu sehen sind zahlreiche Beispiele chinesischer Keramik, Bronzen, Malerei, Kalligraphie, Textilien, Steinskulpturen sowie Lack- und Jadearbeiten.
Ein weiterer Schwerpunkt dieser Abteilung ist die Kunst Japans. Mit über 100.000 Kunstwerken besitzt das Bostoner Museum of Fine Arts die größte Sammlung japanischer Kunst außerhalb von Japan. Hierzu gehören buddhistische Kunst aus der Zeit vor dem achten Jahrhundert, mittelalterliche Schriftrollen, Masken des Nō-Theaters, Samurai-Schwerter, Wandschirme, Textilien, Holzschnitte und Drucke, sowie Malerei vom 15. bis zum 19. Jahrhundert.
Weiterhin besitzt das Museum eine der umfangreichsten Sammlungen der USA mit indischer Kunst. Neben zahlreichen Skulpturen, Malerei und dekorativer Kunst sind hier Artefakte aus dem Hindustal, frühbuddhistische Skulpturen und Miniaturmalerei zu nennen.
Einige Bronzeskulpturen und Malerei repräsentieren die Kunst aus Nepal, Tibet und der Mongolei, während persische Buchillustrationen und türkische Keramiken und Metallarbeiten die islamische Kunst exemplarisch vertreten.

### Archäologische Sammlungen

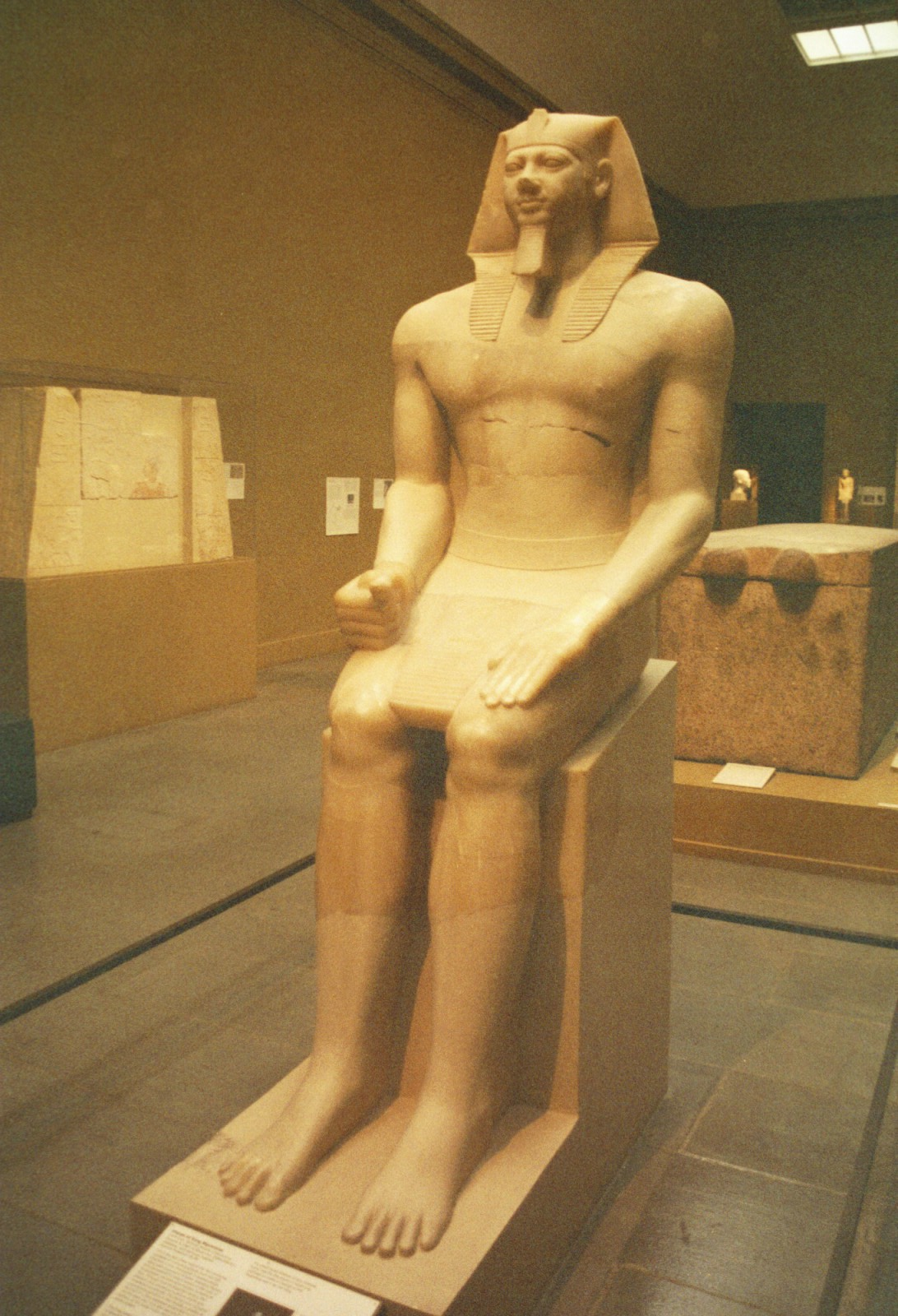
Ägyptische Abteilung

In dieser Abteilung werden Kunstwerke aus 7.000 Jahren Kulturgeschichte aus Nubien, Ägypten, dem Nahen Osten, Kleinasien, aus Griechenland und aus Italien gezeigt. Neben Architekturfragmenten, Skulpturen, Malerei, Vasen und dekorativer Kunst umfasst die Sammlung auch über 8.000 antike Münzen.
Das Museum zeigt zahlreiche Ausgrabungsfunde aus Mesopotamien und Persien, eine Büste des Gudea von Lagasch, ein Silbergefäß des Hethiterkönigs Tudḫaliya II. in Form einer geballten Faust, eine Gruppe von Reliefs aus den assyrischen Palästen von Ninive und einen aus glasierten Ziegeln gefertigten schreitenden Löwen aus der Prozessionsstraße von Babylon.
Die 45.000 Objekte umfassende Sammlung ägyptischer Kunst hat ihren Schwerpunkt in der Kunst des alten Reiches. Hier besitzt das Museum eine der größten Sammlungen außerhalb Ägyptens und führte zu Beginn des 20. Jahrhunderts über 30 Jahre lang Ausgrabungen in der Nekropole von Gizeh durch.
Aber auch aus der Zeit des Mittleren Reiches, des Neuen Reiches und aus griechisch-römischer Zeit besitzt das Museum umfangreiche Bestände. Zu sehen sind Skulpturen, Sarkophage, Architekturfragmente sowie Papyri und Objekte der Kleinkunst.
Außerdem werden zahlreiche Objekte aus dem nubischen Reich von Kusch gezeigt, die aus eigenen Ausgrabungen des Museums in Südägypten und dem Sudan stammen. Hierzu gehören Kolossalstatuen der Könige Aspelta und Anlamani sowie Uschebtis aus dem Grab des Pharaos Taharqa.
Zur Sammlung etruskischer Kunst gehören zahlreiche Keramiken, Goldschmuck, Bronzespiegel, farbige Terracottaziegel und zwei Steinsarkophage. Griechische Kunst ist ebenfalls mit zahlreichen Objekten im Museum repräsentiert. Hierzu zählen Vasen, Skulpturen, Münzen und Schmuck vom griechischen Festland, aus Kreta und aus Zypern. Marmorskulpturen, Münzen, Gemmen und Kleinkunst gehören zu den Beständen der Sammlung römischer Kunst.

### Europäische Kunst

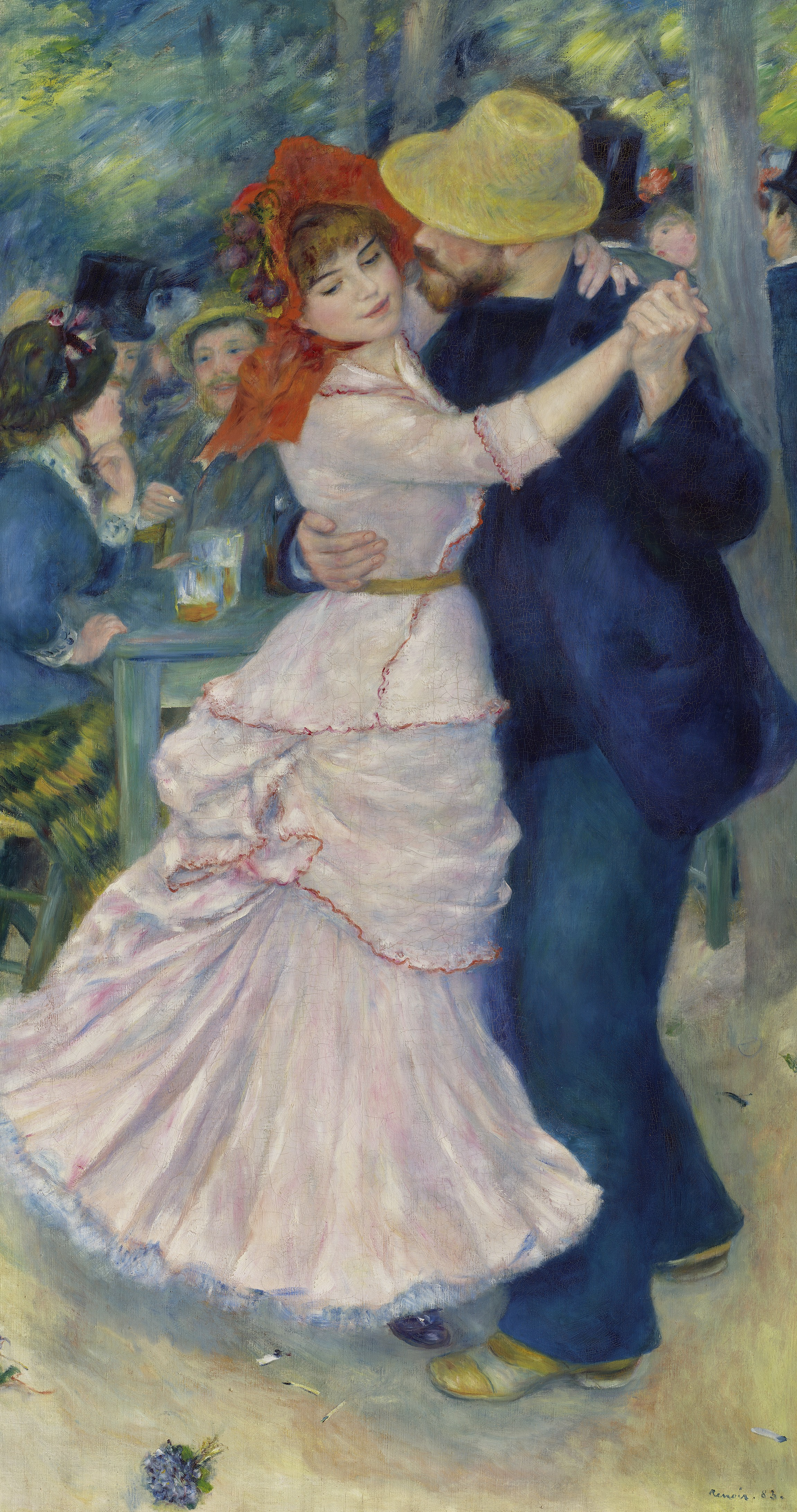
Renoir: Tanz in Bougival

Der Umfang dieser Abteilung umfasst 24.000 Objekte dekorativer Kunst und Skulpturen sowie mehr als 1.600 Gemälde von der Renaissance bis zur Gegenwart.
Aus der umfangreichen Sammlung dekorativer Kunst ist besonders die Abteilung für englische Silberarbeiten hervorzuheben, welche mit Künstlern wie Robert Adam und William Kent vertreten ist. Darüber hinaus zeigt das Museum eine Vielzahl an europäischem Porzellan und französische dekorative Kunst des 18. Jahrhunderts.
Zu den Meisterwerken europäischer Plastik vom 11. Jahrhundert bis zur Gegenwart gehören Künstler wie Donatello, Jean-Antoine Houdon, Edgar Degas, Auguste Rodin und Henry Moore.
Joshua Reynolds, Thomas Gainsborough, John Constable und William Turner sind nur einige der bekanntesten Namen der in der Sammlung mit britischer Malerei vertretenen Künstler, während Francisco de Zurbarán, Francisco de Goya, Diego Velázquez und Pablo Picasso für die spanische Malerei stehen.
Die Sammlung italienischer Malerei ist durch Werke von Duccio di Buoninsegna, Fra Angelico, Sandro Botticelli, Tizian, Rosso Fiorentino, Jacopo Tintoretto, Canaletto, Giovanni Battista Pittoni, Giovanni Battista Tiepolo ebenfalls im Museum gut repräsentiert.

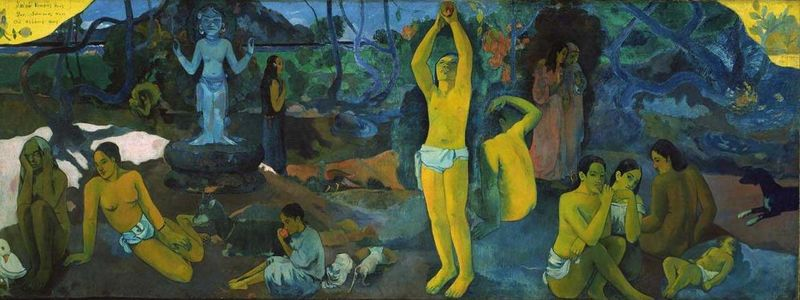
Gauguin: Woher kommen wir? Wer sind wir? Wohin gehen wir?

Zu den wichtigsten Künstlern der holländischen und flämischen Schule gehören im Museum die Künstler Rogier van der Weyden, Hans Memling, Peter Paul Rubens, Anthonis van Dyck, Rembrandt, und Jacob Izaaksoon van Ruisdael.
Von herausragendem Umfang und hoher Qualität ist die Sammlung mit französischer Malerei des 19. Jahrhunderts. Sowohl die Schule von Barbizon wie auch die Maler des Impressionismus und Spätimpressionismus sind mit Spitzenwerken vertreten. Das Museum besitzt die weltweit größte Sammlung mit Werken des Malers Jean-François Millet und die größte Sammlung mit Werken Claude Monets außerhalb von Frankreich. Hinzu kommen Bilder von Jean-Baptiste Camille Corot, Gustave Courbet, Édouard Manet, Edgar Degas, Paul Cézanne, Pierre-Auguste Renoir, Paul Gauguin und Vincent van Gogh.

### Amerikanische Kunst
Das Sammlungsgebiet dieser Abteilung beginnt bei Goldarbeiten aus präkolumbischer Zeit und Keramiken der Mayas. Besonders reichhaltig ist die Kunst der Vereinigten Staaten. Bereits aus kolonialer Zeit gibt es Möbel, Gemälde und Silberarbeiten. In so genannten Period Rooms sind beispielhaft einzelne Räume der jeweiligen amerikanischen Epoche eingerichtet. Im Bereich des Kunsthandwerks sind hier Objekte aus der Werkstatt von Tiffany hervorzuheben. Neben den Malern der Hudson River School sind die Künstler John Singleton Copley, John Singer Sargent, Mary Cassatt, Winslow Homer mit großen Werkgruppen im Museum zu sehen. Insbesondere die Sammlung der Kunst des 19. Jahrhunderts stammt zu einem großen Anteil von dem Kunstsammler Maxim Karolik.

### Drucke, Zeichnungen und Fotografie
Das Museum beherbergt eine umfangreiche grafische Sammlung. Unter den Künstlern dieser Abteilung befinden sich Albrecht Dürer, Rembrandt, Giovanni Battista Piranesi, Francisco de Goya, Honoré Daumier, Edgar Degas, Paul Gauguin und Pablo Picasso. Besonders reich ist die Sammlung mit Aquarellen von Winslow Homer, John Singer Sargent, Maurice Prendergast, Edward Hopper. Bereits 1924 entstand die Sammlung für Fotografie. Hier sind besonders Arbeiten von Alfred Stieglitz, Josef Sudek, Yousuf Karsh und Herb Ritts zu nennen.

### Zeitgenössische Kunst
Zu den im Museum vertretenen Künstlern des ausgehenden 20. Jahrhunderts gehören Georg Baselitz, Jonathan Borofsky, Francesco Clemente, Chuck Close, Rineke Dijkstra, Gabriele Evertz, Mona Hatoum, David Hockney, Anselm Kiefer, Robert Mapplethorpe, Takashi Murakami, Sigmar Polke, Gerhard Richter, Bridget Riley,  Thomas Ruff, George Segal, Cindy Sherman, Thomas Struth und Andy Warhol.

### Musikinstrumente
1917 wurde die Abteilung für Musikinstrumente gegründet. Das Museum besitzt über 1.100 Musikinstrumente vom Altertum bis zur Gegenwart. Neben europäischen Instrumenten gibt es auch Objekte aus China, Japan, Afrika, dem Mittleren Osten und von den amerikanischen Ureinwohnern. Neben einer großen Sammlung präkolumbischer Flöten und Okarinas gibt es auch ein komplettes um 1840 geschaffenes javanesisches Gamelan-Orchester zu sehen. Ebenfalls in großer Zahl sind Musikinstrumente aus Thailand und Burma und aus amerikanischer Fertigung zu sehen.

### Textilien und Mode
Zu den über 27.000 Objekten dieser Abteilung gehören afrikanische Textilien, Gobelins, Teppiche aus dem Nahen Osten, europäische und amerikanische Mode der Haute Couture, persische Seidenarbeiten und indonesische Batikarbeiten. Darüber hinaus gibt es Textilarbeiten aus präkolumbischer Zeit und aus Japan sowie zahlreiche Accessoires wie Fächer, Hüte und Schuhe.

## Abbildungen von Kunstwerken im Museum

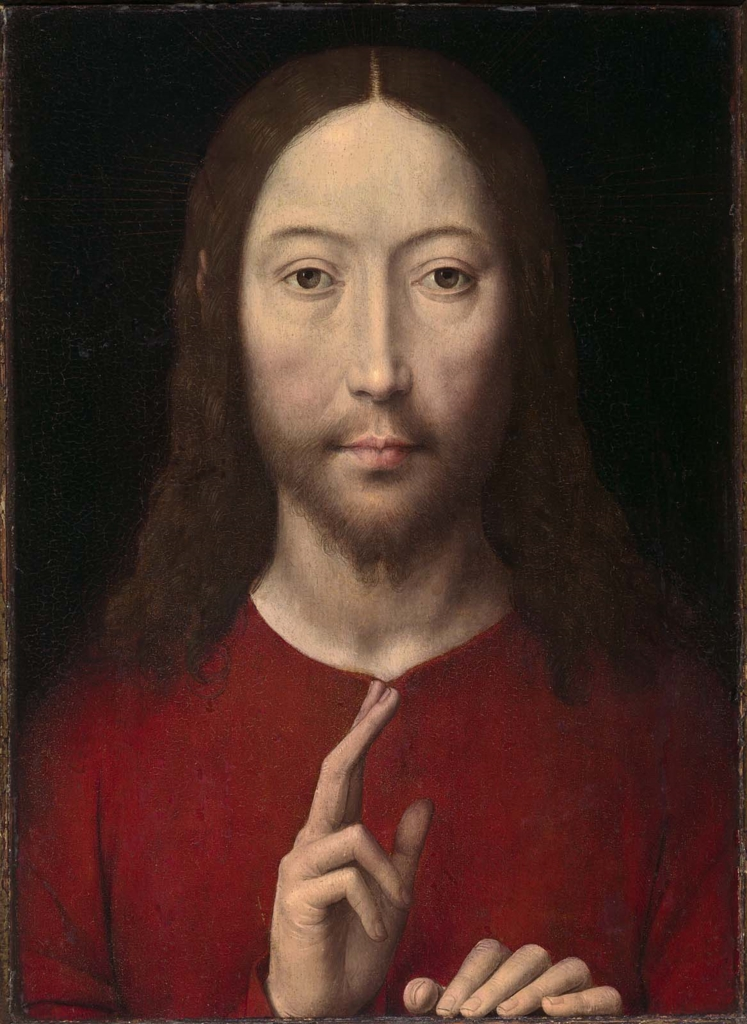
Hans Memling: Segnender Christus
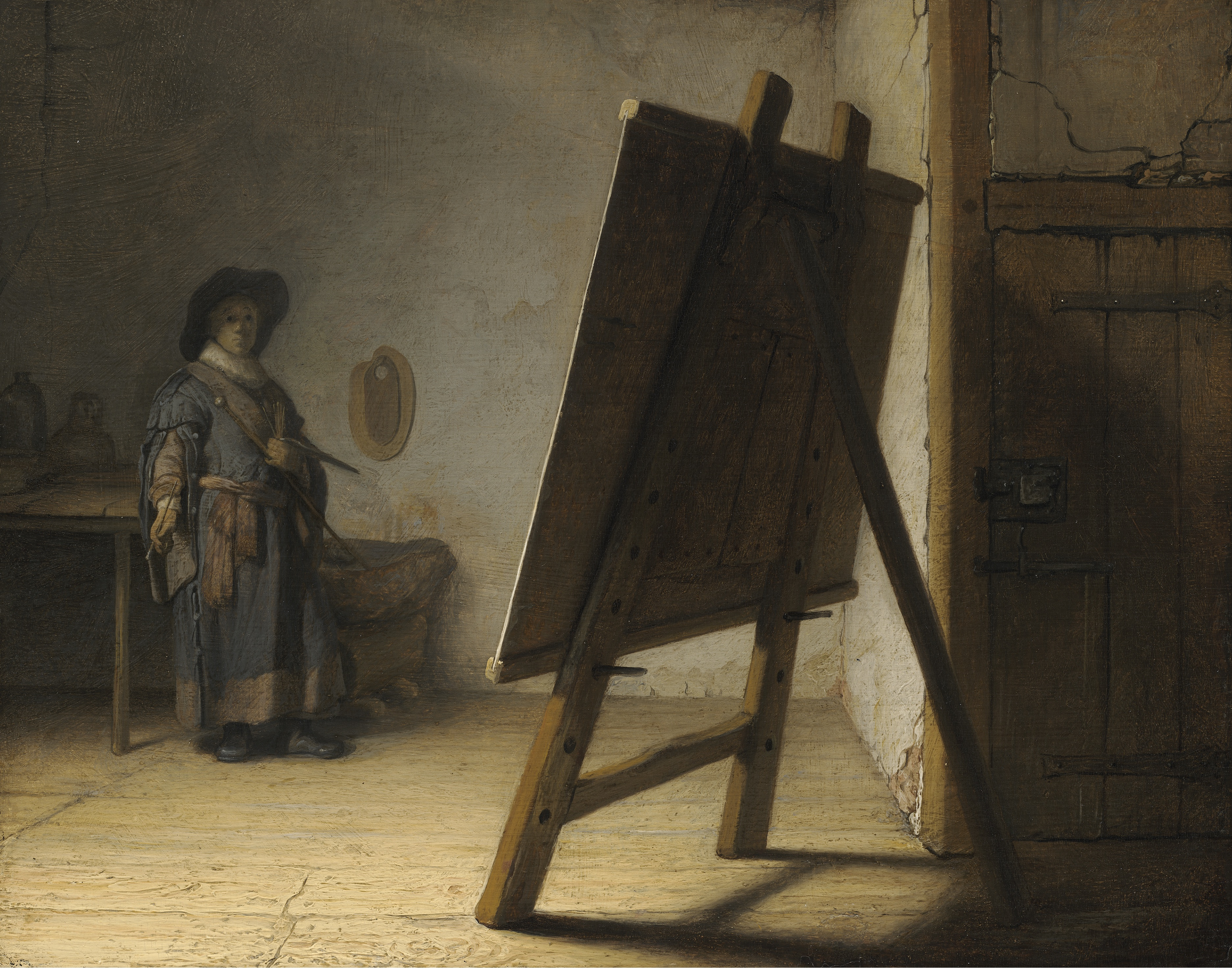
Rembrandt van Rijn: Der Künstler in seinem Atelier
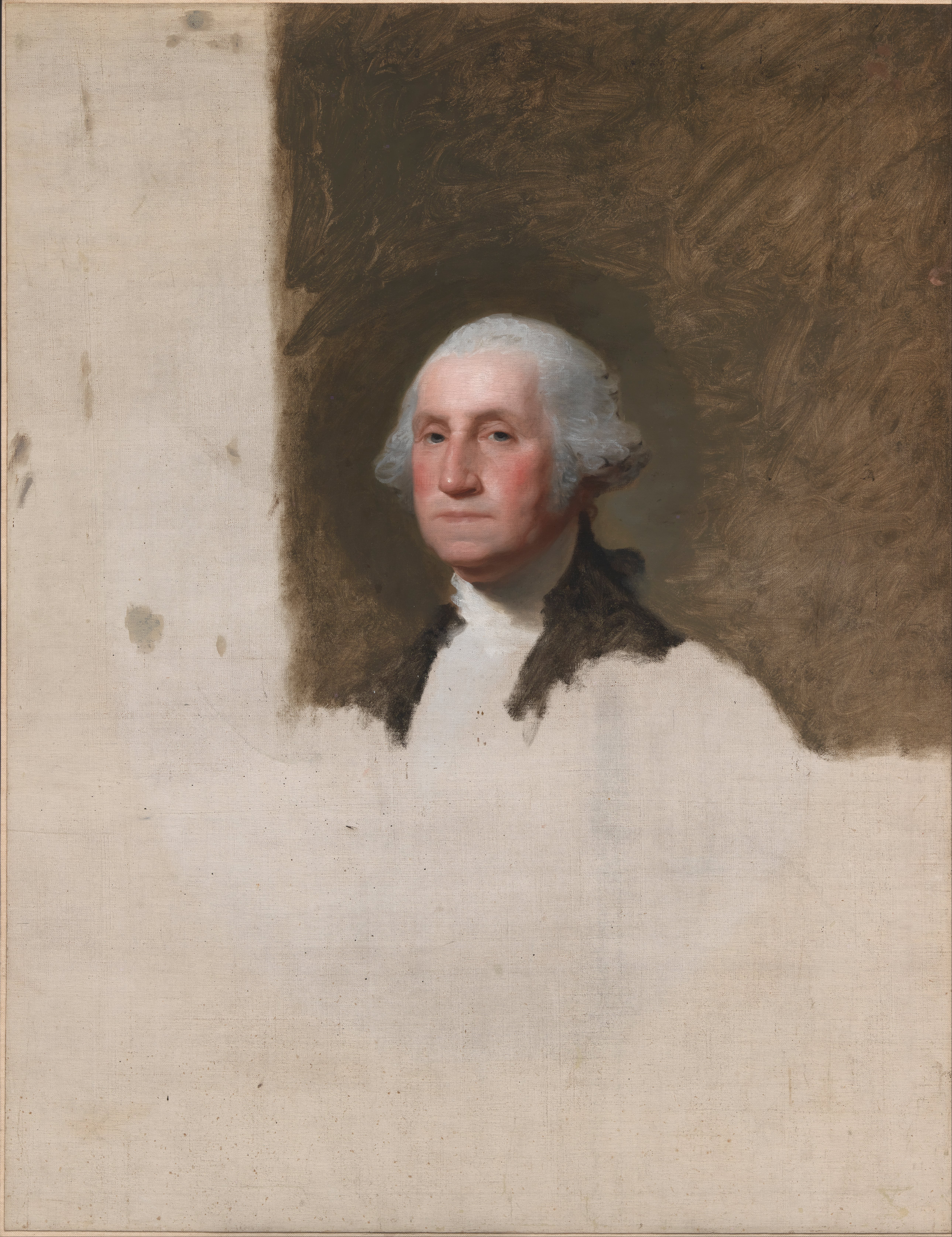
Gilbert Stuart: George Washington
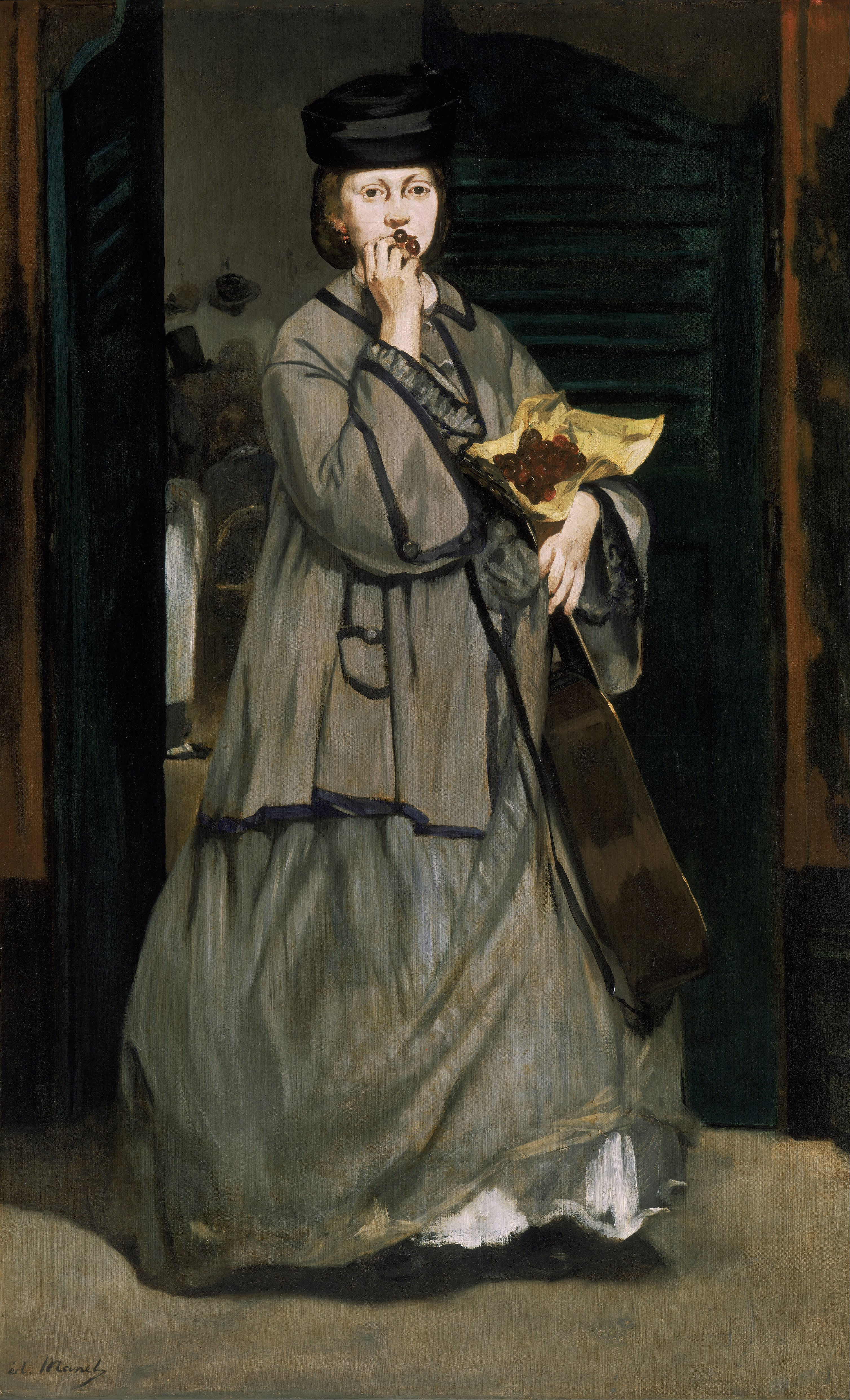
Édouard Manet: Straßensängerin
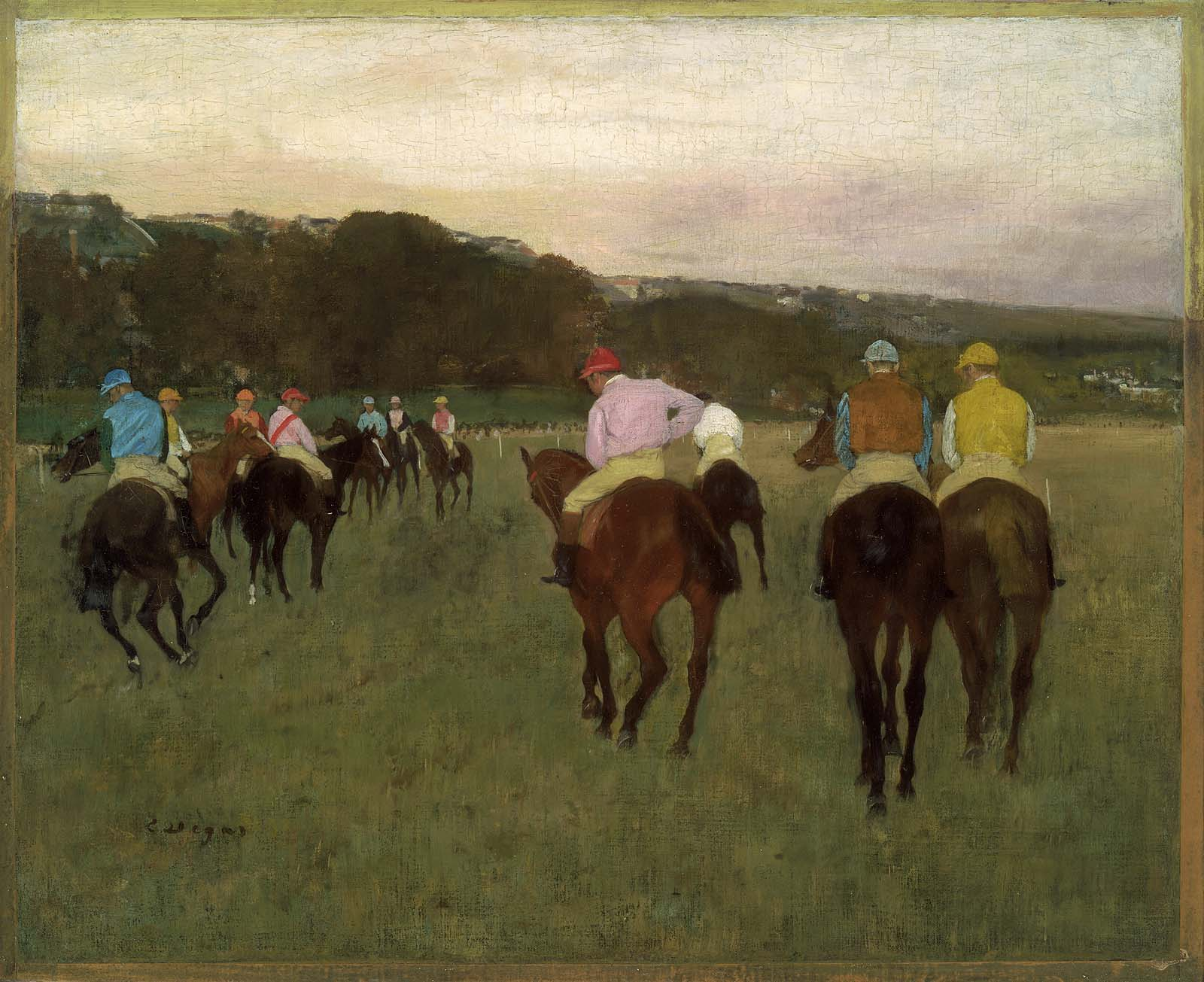
Edgar Degas: Rennpferde in Longchamp
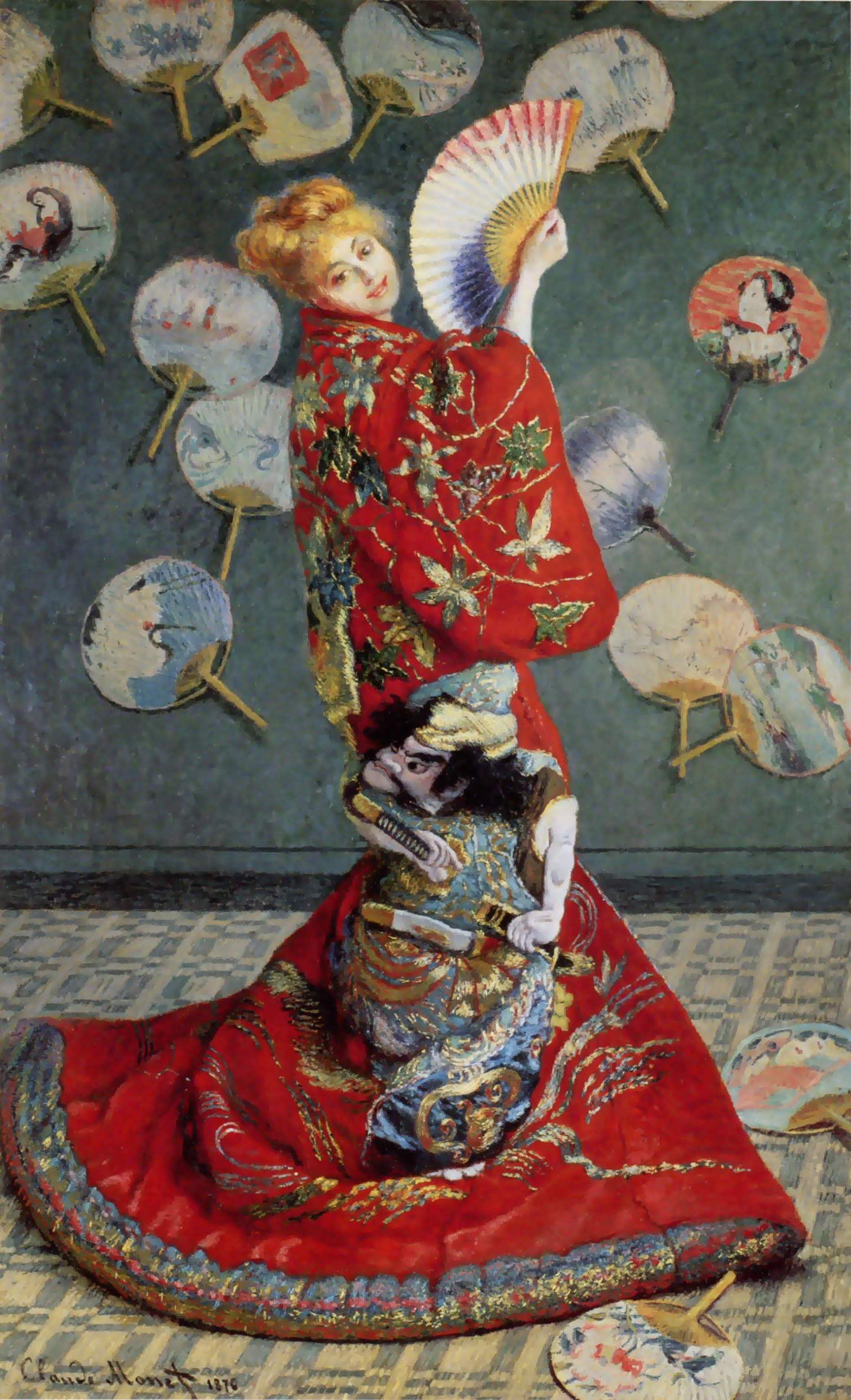
Claude Monet: Monets Frau im japanischen Kostüm
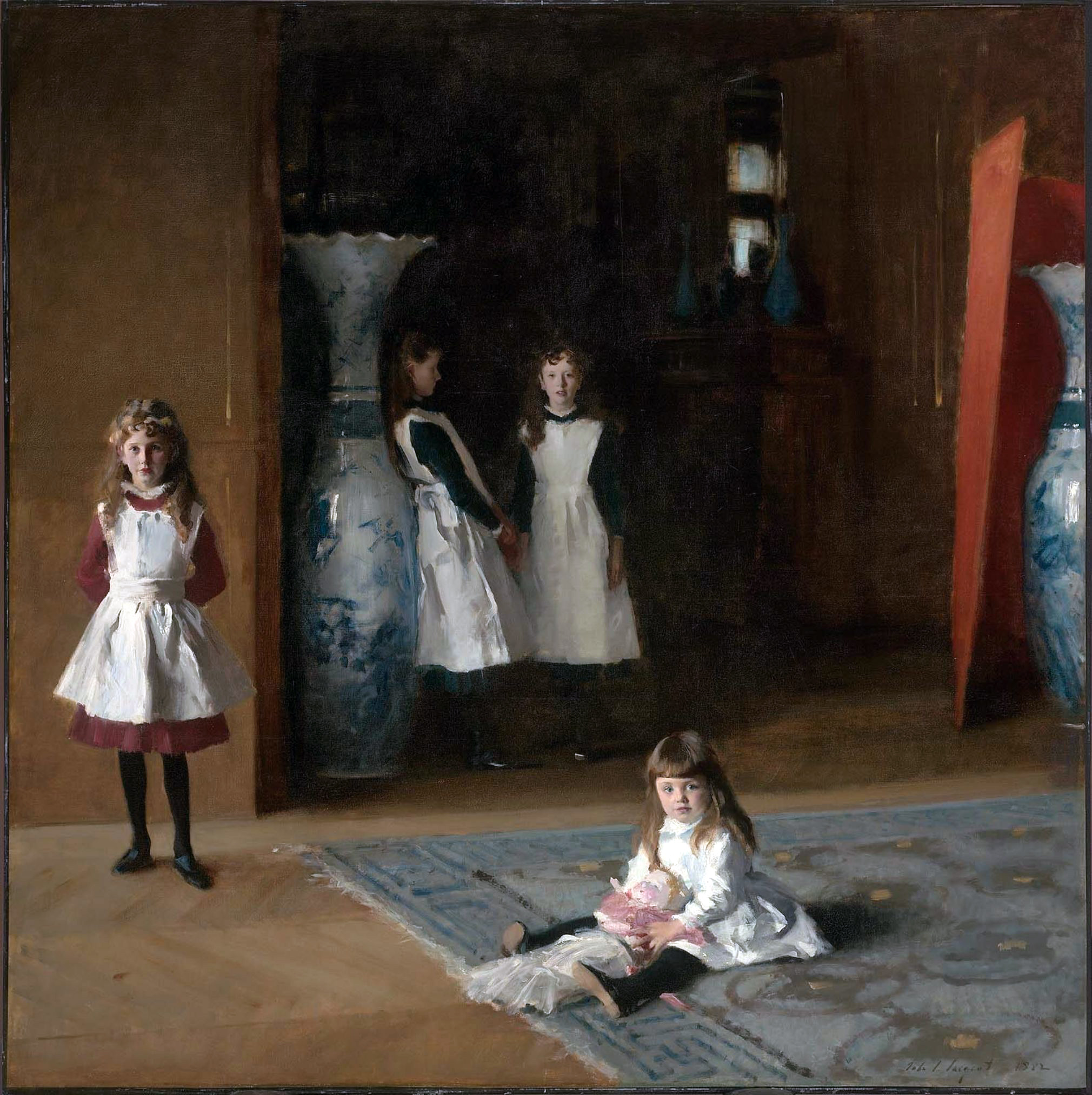
John Singer Sargent: Die Töchter des Edward Darley Boit
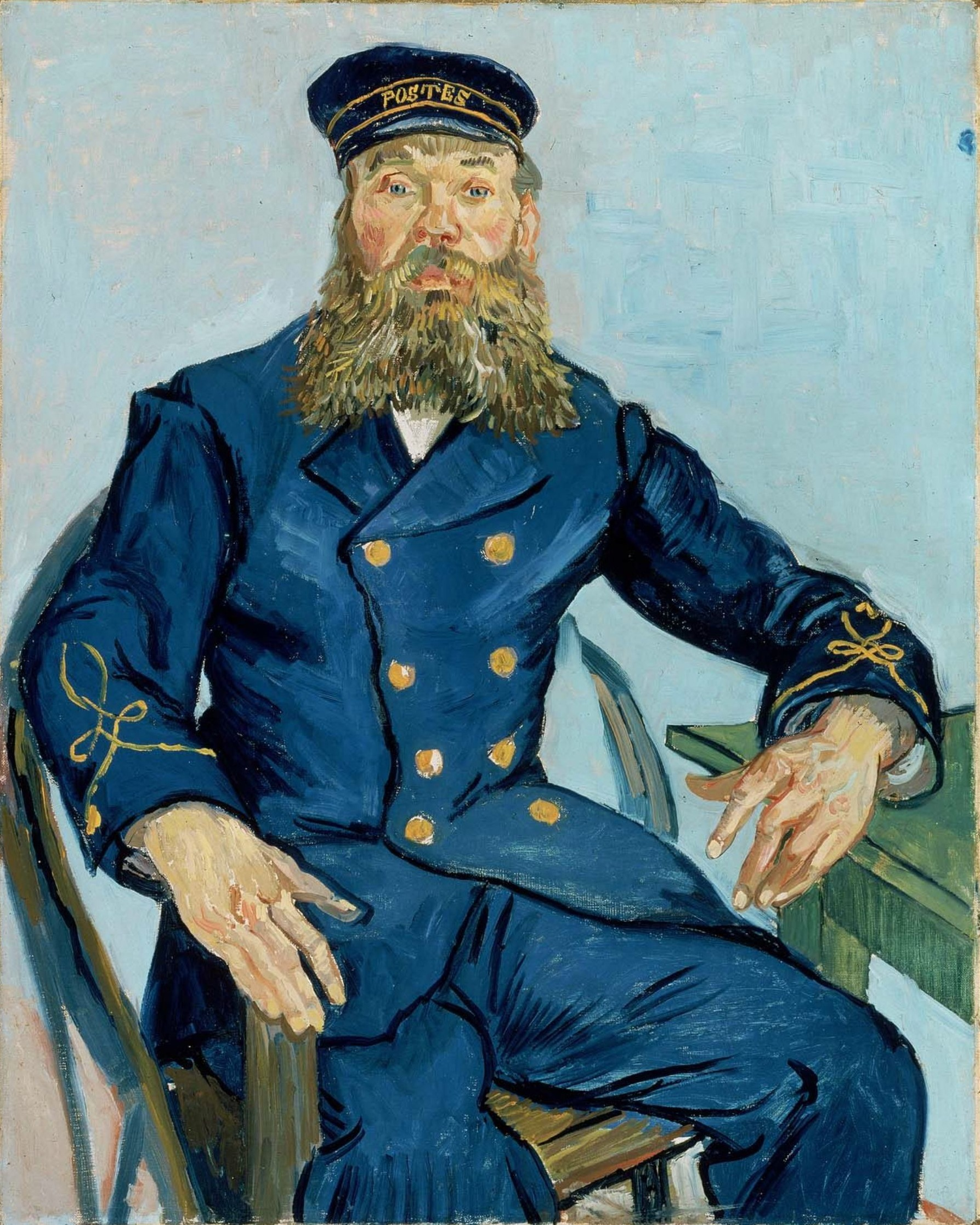
Vincent van Gogh: Porträt des Briefträgers Joseph Roulin